# Sitting in the Palmtree
"Sitting in the Palmtree" é uma canção gravada pelo grupo pop sueco ABBA lançada no álbum Waterloo em 1974. "Sitting In The Palmtree" foi escrita originalmente por Benny Andersson e Björn Ulvaeus e as gravações iniciaram em 18 de dezembro de 1973.
A música condiz aos relatos de Björn, que também é o vocalista da canção: em uma tour de 1977, ele freqüentemente introduzia esta canção dizendo que era a real história de um músico que eles conheceram, que escalou uma árvore nas Índias Ocidentais, e não viria para baixo, até que sua namorada veio e contou que o amou.